# Gynoplistia (Gynoplistia) violacea
Gynoplistia (Gynoplistia) violacea is een tweevleugelige uit de familie steltmuggen (Limoniidae). De soort komt voor in het Australaziatisch gebied.